# Lexington (Georgia)
Lexington è una città degli Stati Uniti d'America, situata in Georgia, nella Contea di Oglethorpe, della quale è il capoluogo.